# Sipos Endre
Sipos Endre (Békéscsaba, 1951. december 15. –) magyar festőművész, tanár, művészetfilozófus.

## Életrajzi adatok
Falusi pedagógusok gyermekeként született. A természettudományokhoz, a humán tudományokhoz és a művészetekhez egyaránt vonzódott és ez a sokirányú érdeklődése a mai napig is jellemzi alkotóművészetét.
1970-75 között az egri Tanárképző Főiskola biológia-rajz szakán, majd az Eötvös Loránd Tudományegyetem Bölcsészettudományi Kar filozófia szakán tanult.
1972-től rendszeresen szerepel kiállításokon grafikáival és festményeivel. Az 1983-tól működő Fővárosi Rajztanári Stúdió alapítója. 1988-tól vezeti a Fővárosi Képző- és Iparművészeti Diákbiennálét. 1994-től alapítója és vezetője az ARTŐR művésztanár csoportnak. Kezdeményezője, patronálója, művészeti írója, majd 1996-tól tagja a Művésztanár Társaságnak és a Magyar Alkotóművészek Országos Egyesületenek.  Archiválva 2018. május 16-i dátummal a Wayback Machine-ben Bakonyi Mihály mellett vezetője volt a Fővárosi Festő és Képépítő Stúdiónak is. Bráda Tibor mellett aktív résztvevője a Magyar Festészet Napja rendezvényeinek.
2012-ig a Budapesti Fazekas Mihály Gyakorló Általános Iskola és Gimnáziumban tanított. Az ELTE múzeumpedagógus képzésben előbb óraadó, majd művészeti tanszékvezető lett. Nyugdíjasként is rendszeresen tart művészetpedagógiai, művészetfilozófiai és erkölcsi nevelésről szóló előadásokat, továbbá kiállításmegnyitókat a Józsefvárosi Galériában és a SOTE Semmelweis Szalonban. Huszonöt évig a fővárosban rajz szakfelügyelői, illetve vezető szaktanácsadói feladatkört látott el. Fontos feladatának tekinti a mai napig pedagógiai munkásságát, benne a tanárok továbbképzését. 
A Trianoni Szemle szerkesztőbizottságának tagjaként a magyar nemzet sorskérdéseinek művészeti aspektusai foglalkoztatják. Ez az a kérdéskör, amelyben azt vizsgálja, hogy a vertikális műelemzés módszerével miképpen lehet a felnövekvő nemzedék identitástudatát megalapozni és elmélyíteni. 

## Kiállításai
- Erzsébetvárosi Galéria, Budapest 1991
- Aul Art Galéria, Budapest 1995
- Ráth Lépcső Galéria, Budapest 2019
- 7 köz – napi misztérium – Boda Gallery of Art 2022

## Közreműködései, könyvei
- Gulyás Dénes, Sipos Endre, Vágó Magda. Művésztanár Arcképcsarnok – A videosorozatához tartozó képanyag és kísérőszöveg. A képelemzések szövegének szerzője Sípos Endre. szélesség: 28 cm, Magasság: 28 cm
- Sipos Endre – Gerzson Pál : Szathmáry József katalógus 24. oldal
- Sipos Endre – Fürstné Dr. Kólyi Erzsébet: Hogyan is tanuljak? Hasznos tanácsok tízéveseknek és szüleinek. Honffy Kiadó; (1992) Budapest; Zrínyi Nyomda ISBN 9637713069 ragasztott papír 119 oldal
- Sipos Endre – Zele János: Rajz és vizuális kultúra. Tanmenetek, módszertani segédanyagok általános és középiskolák számára; Fővárosi Pedagógiai Intézet (2002) ragasztott papír Terjedelem: 196 oldal
- Sipos Endre: A festészeti műelemzés alapkérdései. A vertikális műelemzés módszertana. Flaccus Kiadó (2018) ISBN 978-615-5278-50-1 kemény kötés Terjedelem: 347 oldal

## ATrianoni Szemlébenmegjelent publikációi
- Adalékok a hazugság antropológiájához In. Trianoni Szemle, Bp., Trianon Kutatóintézet, IX. évfolyam. 2017/ 1. – 2. szám (2017. január – július.) 170-174. o.
- Adalékok a hazugság antropológiájához In. Trianoni Szemle, Bp., Trianon Kutatóintézet, 2016, VIII. évfolyam. Évkönyv 2016. 202-208. o.
- Két szobrász, két nemzedék In. Trianoni Szemle, Bp., Trianon Kutatóintézet, 2016, VIII. évfolyam. Évkönyv 2016. 298. o.